# Pływanie na Letnich Igrzyskach Olimpijskich 1960 – 200 m stylem klasycznym kobiet
200 m stylem klasycznym kobiet – jedna z konkurencji pływackich rozgrywanych podczas XVII Igrzysk Olimpijskich w Rzymie. Eliminacje odbyły się 26 sierpnia, a finał 27 sierpnia 1960 roku.
Mistrzynią olimpijską została Brytyjka Anita Lonsbrough, która pobiła rekord świata czasem 2:49,5. Pozostałe miejsca na podium zajęły reprezentantki Niemiec. Srebrny medal zdobyła była rekordzistka świata Wiltrud Urselmann (2:50,0), a brąz wywalczyła Barbara Göbel (2:53,6).

## Rekordy
Przed zawodami rekord świata i rekord olimpijski wyglądały następująco:
| Rekord            | Zawodniczka       | Czas   | Miejsce   | Data              |       |
| ----------------- | ----------------- | ------ | --------- | ----------------- | ----- |
| Rekord świata     | Wiltrud Urselmann | 2:50,2 | Aachen    | 6 czerwca 1960    | [ 1 ] |
| Rekord olimpijski | Ursula Happe      | 2:53,1 | Melbourne | 30 listopada 1956 | [ 2 ] |

W trakcie zawodów ustanowiono następujące rekordy:
| Data        | Etap konkurencji | Zawodnik          | Czas   | Rekord |
| ----------- | ---------------- | ----------------- | ------ | ------ |
| 26 sierpnia | eliminacje       | Wiltrud Urselmann | 2:52,0 | OR     |
| 27 sierpnia | finał            | Anita Lonsbrough  | 2:49,5 | WR     |

## Wyniki

### Eliminacje
| Miejsce | Wyścig | Tor | Zawodniczka         | Państwo                       | Czas     | Uwagi |
| ------- | ------ | --- | ------------------- | ----------------------------- | -------- | ----- |
| 1.      | 3      | 4   | Wiltrud Urselmann   | Wspólna Reprezentacja Niemiec | 2:52,0   | Q,    |
| 2.      | 2      | 4   | Anita Lonsbrough    | Wielka Brytania               | 2:53,3   | Q     |
| 3.      | 4      | 5   | Ada den Haan        | Holandia                      | 2:54,0   | Q     |
| 4.      | 1      | 4   | Barbara Göbel       | Wspólna Reprezentacja Niemiec | 2:54,2   | Q     |
| 5.      | 3      | 5   | Gretta Kok          | Holandia                      | 2:55,2   | Q     |
| 6.      | 3      | 2   | Patty Kempner       | Stany Zjednoczone             | 2:55,5   | Q     |
| 7.      | 3      | 6   | Dorrit Kristensen   | Dania                         | 2:56,2   | Q     |
| 8.      | 4      | 4   | Anne Warner         | Stany Zjednoczone             | 2:56,3   | Q     |
| 9.      | 3      | 3   | Christine Gosden    | Wielka Brytania               | 2:56,9   |       |
| 10.     | 4      | 7   | Elena Zennaro       | Włochy                        | 2:57,0   |       |
| 11.     | 1      | 3   | Rosemary Lassig     | Australia                     | 2:57,4   |       |
| 12.     | 1      | 5   | Yoshiko Takamatsu   | Japonia                       | 2:57,6   |       |
| 13.     | 2      | 5   | Klára Killermann    | Węgry                         | 2:58,7   |       |
| 14.     | 2      | 3   | Barbro Eriksson     | Szwecja                       | 2:59,8   |       |
| 15.     | 4      | 6   | Inge Andersen       | Dania                         | 2:57,6   |       |
| 16.     | 4      | 2   | Janet Hogan         | Australia                     | 3:00,3   |       |
| 17.     | 2      | 6   | Amélie Mirkowitch   | Francja                       | 3:01,5   |       |
| 18.     | 4      | 3   | Marta Kadlecová     | Czechosłowacja                | 3:01,7   |       |
| 19.     | 1      | 2   | Michèle Pialat      | Francja                       | 3:02,2   |       |
| 20.     | 2      | 2   | Christl Filippovits | Austria                       | 3:02,6   |       |
| 21.     | 2      | 7   | Ludmiła Korobowa    | ZSRR                          | 3:02,7   |       |
| 22.     | 1      | 6   | Eve Maurer          | ZSRR                          | 3:03,1   |       |
| 23.     | 1      | 1   | Meg Miners          | Rodezja                       | 3:05,2   |       |
| 24.     | 3      | 7   | Judith McHale       | Kanada                        | 3:07,7   |       |
| 25.     | 1      | 7   | Christl Wöber       | Austria                       | 3:09,3   |       |
| 26.     | 2      | 1   | Luciana Marcellini  | Włochy                        | 3:09,8   |       |
| 27.     | 1      | 8   | Maya Hungerbühler   | Szwajcaria                    | 3:10,1   |       |
| 28.     | 3      | 8   | Isabel Castañe      | Hiszpania                     | 3:10,4   |       |
| 29.     | 4      | 1   | Regina Veloso       | Portugalia                    | 3:13,3   |       |
| 30. !   | 3      | 1   | Suzette Schmidlin   | Szwajcaria                    | 9:99,9 ! | DNS   |

### Finał
| Miejsce | Tor | Zawodniczka       | Państwo                       | Czas   | Uwagi |
| ------- | --- | ----------------- | ----------------------------- | ------ | ----- |
| 1. !    | 5   | Anita Lonsbrough  | Wielka Brytania               | 2:49,5 | WR    |
| 2. !    | 4   | Wiltrud Urselmann | Wspólna Reprezentacja Niemiec | 2:50,0 |       |
| 3. !    | 6   | Barbara Göbel     | Wspólna Reprezentacja Niemiec | 2:53,6 |       |
| 4.      | 3   | Ada den Haan      | Holandia                      | 2:54,4 |       |
| 5.      | 2   | Gretta Kok        | Holandia                      | 2:54,6 |       |
| 6.      | 8   | Anne Warner       | Stany Zjednoczone             | 2:55,4 |       |
| 7.      | 7   | Patty Kempner     | Stany Zjednoczone             | 2:55,5 |       |
| 8.      | 1   | Dorrit Kristensen | Dania                         | 2:55,7 |       |